# Krzysztof Wójcik (dziennikarz)
Krzysztof Wójcik (ur. 14 stycznia 1973 w Gdyni) – polski dziennikarz i pisarz.

## Życiorys
Pracę jako dziennikarz zaczął w 1994 w „Wieczorze Wybrzeża”. W latach 1998–2006 był reporterem gdańskiego oddziału „Gazety Wyborczej”, gdzie zajmował się dziennikarstwem śledczym. Jest dwukrotnym laureatem Nagród Grand Press w kategorii news w 2004 i 2005, kolejno za teksty opisujące korupcję na Wydziale Prawa Uniwersytetu Gdańskiego i korupcję w pomorskim wymiarze sprawiedliwości (wspólnie z Romanem Daszczyńskim). Zdobył także Złoty Notes dla najlepszego dziennikarza SDP 2006 i nominację do Nagrody im. Andrzeja Woyciechowskiego.
Po odejściu z „Gazety Wyborczej” pracował w dziale politycznym „Rzeczpospolitej”, TV Puls i TVP Info. Następnie podjął współpracę z „Tygodnikiem Powszechnym”, a także był dziennikarzem i wydawcą Wirtualnej Polski.
Napisał kilka książek: biografię Ryszarda Krauzego pt. „Depresja Miliardera. Historia Ryszarda Krauzego” (2015), „Mafię na Wybrzeżu” (2016) o historii „klubu płatnych zabójców” i aresztowaniu Czesława Kowalczyka, który niesłusznie oskarżony o morderstwo na zlecenie przebywał 12 lat w zakładzie karnym, „Psy wojen. Od Indochin po Pakistan – polscy najemnicy na frontach świata” (2017), w której zawarł wspomnienia polskich żołnierzy najemnych operujących na całym świecie, a także „Skorpion” (2018) o seryjnym mordercy Pawle Tuchlinie, który popełniał zbrodnie na przełomie lat 70. i 80. XX wieku, głównie na terenie Gdańska i jego okolic.

## Wydane książki
- 2015: Depresja miliardera. Historia Ryszarda Krauzego ISBN 978-83-770-0199-8
- 2016: Mafia na Wybrzeżu ISBN 978-83-287-0382-7
- 2017: Psy wojen. Od Indochin po Pakistan - polscy najemnicy na frontach świata ISBN 978-83-8062-195-4
- 2018: Skorpion ISBN 978-83-287-0920-1